# Европско првенство у атлетици у дворани 1971 — 1.500 метара за мушкарце
Такмичење у трци на 1.500 м у мушкој конкуренцији на  2. Европском првенству у атлетици у дворани 1971. одржано је у Фестивалској дворани у Софији 13. марта квалификације и 14. марта финална трка.
Титулу освојену у Брчу 1970. одбранио је Хенрик Шордиковски из Пољске.

## Земље учеснице
Учествовала су 23 такмичара из 16 земаља.
1. Белгија (2)
2. Бугарска (1)
3. Грчка  (1)
4. Ирска (1)
5. Италија (1)
6. Југославија (1)
7. Пољска (2)
8. Совјетски Савез (1)
9. Турска (1)
10. Уједињено Краљевство (1)
11. Финска (1)
12. Француска (2)
13. Холандија (2)
14. Чехословачка  (1)
15. Шведска (2)
16. Шпанија (2)

## Рекорди
Извор:
| Рекорди пре почетка Европског првенства у дворани 1971.     | Рекорди пре почетка Европског првенства у дворани 1971. | Рекорди пре почетка Европског првенства у дворани 1971. | Рекорди пре почетка Европског првенства у дворани 1971. | Рекорди пре почетка Европског првенства у дворани 1971. | Рекорди пре почетка Европског првенства у дворани 1971. |
| ----------------------------------------------------------- | ------------------------------------------------------- | ------------------------------------------------------- | ------------------------------------------------------- | ------------------------------------------------------- | ------------------------------------------------------- |
| Светски рекорд                                              | Харалд Норпот                                           | Западна Немачка                                         | 3:37,8                                                  | Западни Берлин, Западна Немачка                         | 10. фебруар 1971.                                       |
| Европски рекорд у дворани                                   | Харалд Норпот                                           | Западна Немачка                                         | 3:37,8                                                  | Западни Берлин, Западна Немачка                         | 10. фебруар 1971.                                       |
| Рекорди европских првенстава у дворани                      | Хенрик Шордиковски                                      | Пољска                                                  | 3:47,9                                                  | Беч, Аустрија                                           | 15. март 1970.                                          |
| Рекорди после завршеног Европског првенства у дворани 1971. |                                                         |                                                         |                                                         |                                                         |                                                         |
| Рекорди европских првенстава у дворани                      | Хенрик Шордиковски                                      | Пољска                                                  | 3:41,4                                                  | Софија, Бугарска                                        | 14. март 1971.                                          |

## Освајачи медаља
|                            |                                    |                         |
| Хенрик Шордиковски, Пољска | Владимир Пантелеј, Совјетски Савез | Ђани дел Буоно, Италија |

## Резултати
У квалификацијама такмичари су били подељени у четири групе. Дуга је имала 5, а остале по 5 такмичара. У финале су се квалификовала по двојица првопласираних из сваке групе (КВ).

### Квалификације
| Позиција | Група | Атлетичар           | Националност         | Време  | Белешка |
| -------- | ----- | ------------------- | -------------------- | ------ | ------- |
| 1.       | 2     | Хенрик Шордиковски  | Пољска               | 3:45,8 | КВ РЕП  |
| 2.       | 2     | Михаил Шелобовски   | Совјетски Савез      | 3:45,9 | КВ      |
| 3.       | 4     | Улф Хегдберг        | Шведска              | 3:46,0 | КВ      |
| 4.       | 4     | Френк Марфи         | Ирска                | 3:46,4 | КВ      |
| 5.       | 4     | Жак Боксбергер      | Француска            | 3:47,1 |         |
| 6.       | 3     | Владимир Пантелеј   | Совјетски Савез      | 3:47,7 | КВ      |
| 7.       | 4     | Едгар Салве         | Белгија              | 3:48,9 |         |
| 8.       | 4     | Иван Ковач          | Чехословачка         | 3:48,9 |         |
| 9.       | 3     | Ваклтер Вилкинсон   | Уједињено Краљевство | 3:49,0 | КВ      |
| 10.      | 1     | Ђани дел Буоно      | Италија              | 3:49,1 | КВ      |
| 11.      | 1     | Брам Васенар        | Холандија            | 3:49,7 | КВ      |
| 12.      | 2     | Пјер Тусен          | Француска            | 3,49,6 |         |
| 13.      | 2     | Haico Sharn         | Холандија            | 3:50,1 |         |
| 14.      | 3     | Jan Kondzior        | Пољска               | 3:50,4 |         |
| 15.      | 1     | Хенри Густафсон     | Шведска              | 3:52,0 |         |
| 16.      | 2     | Пека Васала         | Финска               | 3:52,1 |         |
| 17.      | 3     | Јоже Међимурец      | Југославија          | 3:53,0 |         |
| 18.      | 3     | Спирос Захаропулос  | Грчка                | 3,53,3 |         |
| 19.      | 4     | Најден Петров       | Бугарска             | 3:55,2 |         |
| 20.      | 1     | Хосе Марија Алонсо  | Шпанија              | 3,56,3 |         |
| 21.      | 3     | Хуан Бораз          | Шпанија              | 3,57,2 |         |
| 22.      | 1     | Mehmet Tümkan       | Турска               | 3:57,8 |         |
| 23.      | 1     | Edmond von Houvenis | Белгија              | 4:00,6 |         |
| 24.      | 3     | Алберто Естебан     | Шпанија              | 4:00,8 |         |

### Финале
| Пласман | Атлетичар          | Земља                | Резултат | Белешка |
| ------- | ------------------ | -------------------- | -------- | ------- |
|         | Хенрик Шордиковски | Пољска               | 3:41,4   | РЕП     |
|         | Владимир Пантелеј  | Совјетски Савез      | 3:41,5   |         |
|         | Ђани дел Буоно     | Италија              | 3:42,1   |         |
| 4.      | Улф Хегберг        | Шведска              | 3:43,2   |         |
| 5.      | Михаил Желобовски  | Пољска               | 3:43,7   |         |
| 6.      | Френк Марфи        | Ирска                | 3:44,3   |         |
| 7.      | Валтер Вилкинсон   | Уједињено Краљевство | 3:46,9   |         |
| 8.      | Брам Васенар       | Холандија            | 3:48,1   |         |

## Укупни биланс медаља у трци на 1.500 метара за мушкарце после 2. Европског првенства у дворани 1970—1971.
|    | Земља           |   |   |   |   |
| -- | --------------- | - | - | - | - |
| 1. | Пољска          | 2 | 0 | 0 | 2 |
| 2. | Совјетски Савез | 0 | 1 | 1 | 2 |
| 3, | Ирска           | 0 | 1 | 0 | 1 |
| 4. | Италија         | 0 | 0 | 1 | 1 |
|    | Укупно {3}      | 2 | 2 | 2 | 6 |

|    | Атлетичар          | Земља           |   |   |   |   |
| -- | ------------------ | --------------- | - | - | - | - |
| 1. | Хенрик Шордиковски | Пољска          | 2 | 0 | 0 | 2 |
| 2. | Владимир Пантелеј  | Совјетски Савез | 0 | 1 | 1 | 2 |